# 小行星3156
小行星3156（3156 Ellington）是一颗绕太阳运转的小行星，为主小行星带小行星。该小行星于1953年3月15日发现。
該小行星以美國音樂家艾靈頓公爵命名。

## 轨道参数
小行星3156的轨道半长轴为2.8621547 UA，离心率为0.193。